# Josef Gerhartz (Sänger, 1865)
Josef Gerhartz (9. August 1865 in Köln – 19. Februar 1918 in Leipzig) war ein deutscher Opernsänger (Tenor) und Gesangspädagoge.

## Leben
Gerhartz wurde in seiner Vaterstadt sowie in Berlin und Wien ausgebildet und begann seine Bühnenlaufbahn in Lübeck. Er wirkte hierauf in Braunschweig, Olmütz, Brünn und Darmstadt, wo er sich als Helden- und lyrischer Tenor betätigte. „Manrico“, „Joseph“, „Lyonel“, „Max“, „Tamino“, „Stradelli“, „Lohengrin“ sowie „Raoul“ waren vortreffliche Leistungen dieses tüchtigen Sängers.
Zuletzt arbeitete er als Gesangspädagoge in Leipzig.